# Maisbrunn
Maisbrunn ist ein Ortsteil des Marktes Altomünster im oberbayerischen Landkreis Dachau. Am 1. Mai 1978 kam der Weiler Maisbrunn als Ortsteil von Pipinsried zu Altomünster.

## Geographische Lage
Maisbrunn liegt am rechten Unterhang des Tals der Pipinsrieder Ilm, des rechten Hauptoberlaufs der Ilm.

## Geschichte
Der Ortsname erscheint erstmals zwischen 1216 und 1220 in der Form „Maiolsprunnen“. Der Name hat nichts mit dem Mais zu tun, der erst im 20. Jahrhundert als Futterpflanze nach Bayern kam. Im 19. Jahrhundert sprach man noch von „Mailsbrunn“.